# Kolinda Grabar-Kitarović
Kolinda Grabar-Kitarović (Rijeka, 29 de abril de 1968) é uma política e diplomata croata que serviu como presidente da Croácia de 2015 a 2020. Foi a primeira mulher ser eleita para o cargo desde as primeiras eleições multipartidárias em 1990 e a independência da Iugoslávia em 1991. Aos 46 anos, ela também se tornou a pessoa mais jovem a assumir a presidência.
Antes de sua eleição como presidente da Croácia, Grabar-Kitarović ocupou vários cargos governamentais e diplomáticos. Foi ministra dos Assuntos Europeus de 2003 a 2005, primeira mulher ministra dos Negócios Estrangeiros e da Integração Europeia de 2005 a 2008, embaixadora croata nos Estados Unidos de 2008 a 2011 e secretária-geral adjunta para a diplomacia pública na Organização do Tratado do Atlântico Norte (OTAN) sob os secretários-gerais Anders Fogh Rasmussen e Jens Stoltenberg de 2011 a 2014. Recebeu o prêmio Fulbright pelo conjunto de sua obra e uma série de prêmios nacionais e internacionais, condecorações, doutorados honorários e cidadanias honorárias.
Grabar-Kitarović foi membro do partido conservador União Democrática Croata (HDZ) de 1993 a 2015 e também foi um dos três membros croatas da Comissão Trilateral, mas foi obrigada a renunciar a ambos os cargos ao assumir o cargo de presidente em 2015, já que os presidentes croatas não têm permissão para ocupar outros cargos políticos ou filiação partidária enquanto estiverem no cargo. Como presidente, ela lançou a Iniciativa dos Três Mares em 2015, junto com o presidente polonês Andrzej Duda. Em 2017, a revista Forbes listou Grabar-Kitarović como a 39.ª mulher mais poderosa do mundo. Em 2020, foi eleita representante da Croácia no Comitê Olímpico Internacional.

## Biografia
Em 11 de janeiro de 2015, como candidata do partido conservador União Democrática Croata, ela venceu a eleição presidencial da Croácia, tornando-se a primeira presidente mulher do país.
Em 27 de abril de 2018, foi agraciada com o Grande-Colar da Ordem do Infante D. Henrique, de Portugal.
A primeira-ministra da Integração Europeia e dos Negócios Estrangeiros, Kolinda, exerceu o cargo de embaixadora em Washington até 2011. Posteriormente, assumiu a posição de adjunta do secretário-geral da Organização do Tratado do Atlântico Norte para as informações públicas, antes de se tornar a presidente da Croácia, a quarta chefe de Estado eleita desde a independência da ex-Iugoslávia em 1991.